# Магнум (футболіст)
Магнум Рафаел Фаріаш Тавареш або просто Магнум (порт.-браз. Magnum Rafael Farias Tavares / Magnum; нар. 24 березня 1982, Белен, Пара, Бразилія) — бразильський футболіст, атакувальний півзахисник.

## Життєпис
Старший у родині серед чотирьох братів і сестер, у 11-річному віці приєднався до юніорської команди «Туна-Лужу». У 2002 році підписав свій перший контракт, з «Туна-Лужу». Після закінчення середньої школи переведений до першої команди «Туна-Лужу». У національному чемпіонаті дебютував за «Пайсанду», на контракті з яким перебував протягом двох років. За два сезони провів 35 матчів чемпіонату та відзначився 6-ма голами. У 2004 і 2005 році перебував у складі «Віторії», де відзначився одним голом у 28-ми матчах чемпіонату. У 2005 році він грав за «Іраті» і того ж року відданий в оренду «Сантус». За вище вказаний колектив провів 5 поєдинків.
У середині 2006 року отримав пропозиції від декількох японських клубів, а в липні підписав 6-місячний контракт з «Кавасакі Фронтале» і переїхав до Японії. У свій перший рік він зіграв 18 матчів чемпіонату і відзначився 4-ма голами. Наступного року зіграв ще один матч у чемпіонаті, але відзначився 7-ма голами. У 2007 році зіграв у 19 матчах, незважаючи на те, що мав хорошу результативність одразу після відкриття, але через розтягнення м’язів у червні та конкуренцію за позицію втратив місце в складі. Після двох років, проведених у «Кавасакі Фронтале», підписав 3-річний контракт з «Наґоя Ґрампус». Грав на лівому фланзі півзахисту в схемі 4-4-2 та в центрі нападу, постійно змінювався з Оґавою Яшидзумою, який грав на правому фланзі. У червні тимчасово виключений з заявки через тривалу дискваліфікацію. У свій перший рік у новому клубі зіграв 26 матчів у чемпіонаті та відзначився 8-ма голами, допоміг «Нагої» завоювати бронзові медалі та кваліфікуватися до азійської Ліги чемпіонів. 22 квітня 2009 року отримав травму в матчі групового етапу азійської Ліги чемпіонів проти «Ньюкасл Юнайтед Джетс», через що вибув на два місяці. У 2009 році провів 22 матчі чемпіонату та відзначився 4-ма голами. У 2010 році зіграв 31 матч у чемпіонаті та відзначився 2-ма голами, продовжив угоду з клубом. Також зіграв сім матчів у Кубку Імператора, відзначився одним голом, а також десять поєдинків у Кубку Джей-ліги. Грав за «Нагою» у Лізі чемпіонів АФК (8 матчів/1 гол).  У 2011 році зіграв чотири матчі чемпіонату за південнокорейський «Ульсан Хьонде». Чотири місяці по тому залишив клуб й намагався працевлаштуватися в Джей-лізі, але не отримав жодної пропозиції. Тому вже в липні приєднався до «Сан-Каетано» з другого дивізіону чемпіонату Бразилії. У 2012 році перейшов у «Клуб ду Ремо» з четвертого дивізіону національного чемпіонату Бразилії. Після цього виступав за «Сан-Карлос» та «Волта-Редонда».

## Цікаві факти
- Ходили чутки, що Магнума вкусила піранья, ймовірно тому, що він народився і виріс у місті в гирлі річки Амазонка, але він це заперечував [4].
- Прізвисько «Магнум» походить від імені героя американського серіалу «Магнум, приватний детектив» Тома Селлека, який дивилася його мати.
- Закінчивши матч, вони виконують так званий «танець Магнума», рухи, схожі на краба, і випадково погойдуються. Це ім'я походить від того факту, що в молодості його називали «Кані». Коли виступ став популярним, уболівальники «Кавасакі» також включили танець Магнум у підбадьорливу пісню Магнум (зокрема, вони розкрили середній і безіменний пальці рук, щоб вони нагадували кігті краба, і чергували ліву і праву руки).
- 25 червня 2008 року, під час поїздки до ветеринарної лікарні зі своїм раптово хворим собакою, він був заарештований поліцією префектури Айті]] за те, що він проігнорував знак «стоп» на перехресті в місті Ніссін, префектура Айті. Магнум отримав водійське посвідчення в Бразилії, але під час арешту було виявлено, що він не мав при собі міжнародного водійського посвідчення, яке вимагається для водіння в Японії, і йому було пред’явлено звинувачення у «водінні автомобіля без ліцензії». У відповідь «Наґоя Ґрампус» відсторонив Магінуна від матчів, включаючи матч 28 червня. 1 липня бразилець повідомив, що проведе соціальні внески для відновлення довіри разом із короткою завою з вибаченнями, а також що він проведе семінари з безпеки дорожнього руху для всіх гравців і персоналу, щоб запобігти повторенню подібних інцидентів[5].
- На обох руках витатуював імена своїх дітей.
- Мені подобається японське середовище життя, і я японофіл. Моя мета — виграти Джей-лігу в Нагої та відплатити вболівальникам. Його японська майже ідеальна, але бразилець зазвичай користується перекладачем для співбесід.
- Улюблена японська пісня – «Nagaima» Кіроро, він часто сама її співає.

## Статистика виступів

### Клубна
| Клубні виступи   | Клубні виступи      | Клубні виступи   | Ліга  | Ліга | Кубок                   | Кубок                   | Кубок ліги      | Кубок ліги      | Континентальні   | Континентальні   | Загалом | Загалом |
| Сезон            | Клуб                | Ліга             | Матчі | Голи | Матчі                   | Голи                    | Матчі           | Голи            | Матчі            | Голи             | Матчі   | Голи    |
| Бразилія         | Бразилія            | Бразилія         | Ліга  | Ліга | Кубок Бразилії          | Кубок Бразилії          | Кубок ліги      | Кубок ліги      | Південна Америка | Південна Америка | Загалом | Загалом |
| ---------------- | ------------------- | ---------------- | ----- | ---- | ----------------------- | ----------------------- | --------------- | --------------- | ---------------- | ---------------- | ------- | ------- |
| 2002             | «Пайсанду»          | Серія A          | 5     | 1    |                         |                         |                 |                 |                  |                  | 5       | 1       |
| 2003             | «Пайсанду»          | Серія A          | 30    | 5    |                         |                         |                 |                 |                  |                  | 30      | 5       |
| 2004             | «Віторія»           | Серія A          | 30    | 1    |                         |                         |                 |                 |                  |                  | 30      | 1       |
| 2005             | «Віторія»           | Серія Б          |       |      |                         |                         |                 |                 |                  |                  |         |         |
| 2006             | «Сантус»            | Серія A          | 5     | 0    |                         |                         |                 |                 |                  |                  | 5       | 0       |
| Японія           | Японія              | Японія           | Ліга  | Ліга | Кубок Імператора Японії | Кубок Імператора Японії | Кубок Джей-ліги | Кубок Джей-ліги | Азія             | Азія             | Загалом | Загалом |
| 2006             | «Кавасакі Фронтале» | Джей-ліга 1      | 19    | 4    | 2                       | 0                       | 2               | 1               | -                | -                | 23      | 5       |
| 2007             | «Кавасакі Фронтале» | Джей-ліга 1      | 19    | 7    | 2                       | 0                       | 2               | 0               | 7                | 3                | 30      | 10      |
| 2008             | «Наґоя Ґрампус»     | Джей-ліга 1      | 26    | 8    | 2                       | 0                       | 7               | 0               | -                | -                | 35      | 8       |
| 2009             | «Наґоя Ґрампус»     | Джей-ліга 1      | 22    | 4    | 3                       | 0                       | 1               | 0               | 8                | 1                | 34      | 5       |
| 2010             | «Наґоя Ґрампус»     | Джей-ліга 1      | 31    | 2    | 2                       | 1                       | 2               | 0               | -                | -                | 35      | 3       |
| Республіка Корея | Республіка Корея    | Республіка Корея | Ліга  | Ліга | Кубок ФА                | Кубок ФА                | Кубок К-Ліги    | Кубок К-Ліги    | Азія             | Азія             | Загалом | Загалом |
| 2011             | Ульсан Хьонде       | К-Ліга           | 4     | 0    | 1                       | 0                       | 1               | 0               | -                | -                | 6       | 0       |
| Країна           | Бразилія            | Бразилія         | 70    | 7    |                         |                         |                 |                 |                  |                  | 70      | 7       |
| Країна           | Японія              | Японія           | 117   | 25   | 11                      | 1                       | 14              | 1               | 15               | 4                | 157     | 31      |
| Країна           | Республіка Корея    | Республіка Корея | 4     | 0    | 1                       | 0                       | 1               | 0               | -                | -                | 6       | 0       |
| Загалом          | Загалом             | Загалом          | 191   | 32   | 12                      | 1                       | 15              | 1               | 15               | 4                | 233     | 38      |